# Heinrich Cerfontaine

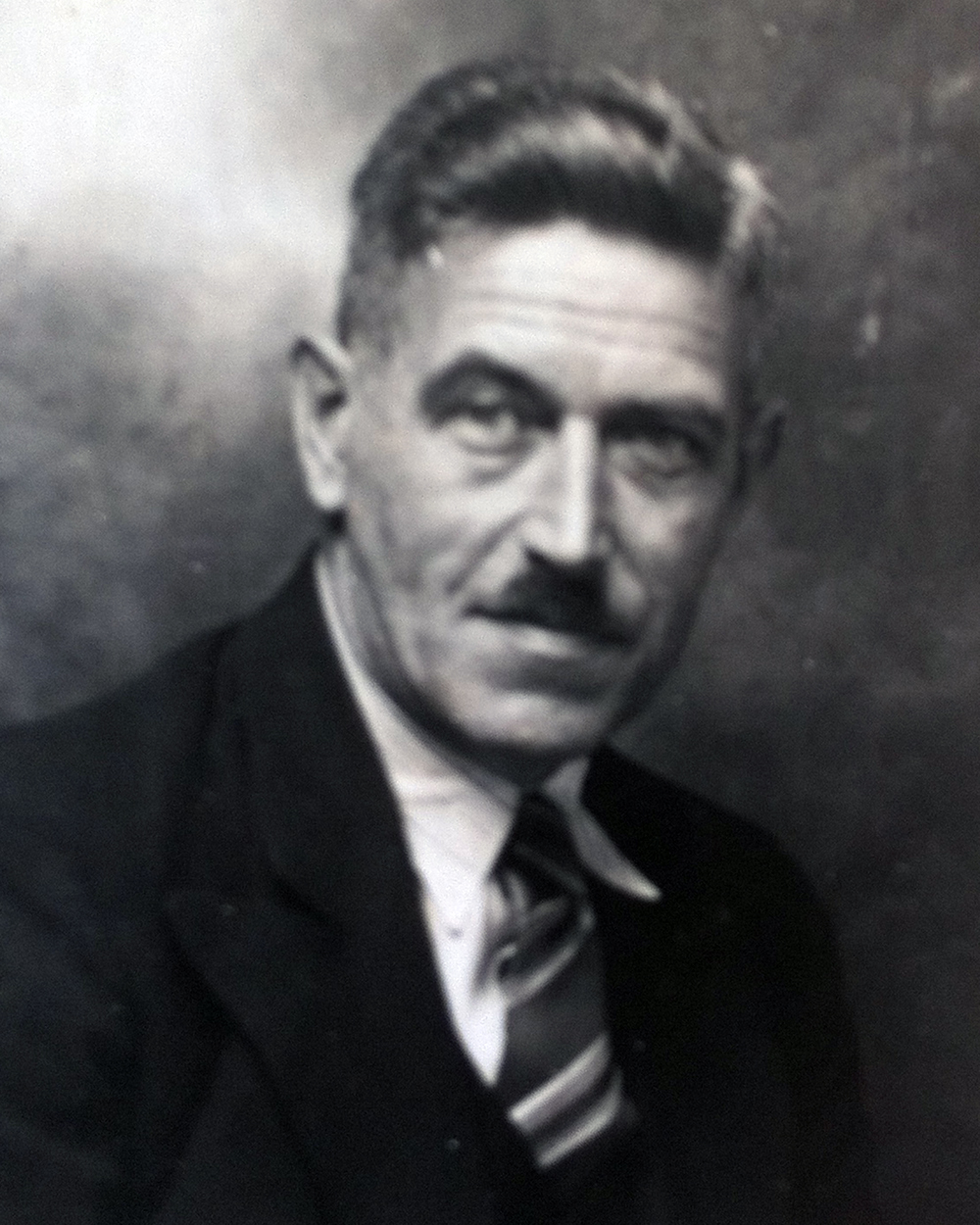

Heinrich Cerfontaine (Kevelaer, 3 juni 1892 – Nordstetten 26 januari 1957) was een Duitse industrieel en pionier in de vervaardiging van gipsen heiligenbeelden in Peelland.

## Beeldenfabriek
Cerfontaine werd geboren te Kevelaer als zoon van het katholieke echtpaar Max Cerfontaine en Margaretha Weijmanns. In november 1924 vertrok Heinrich van Kevelaer naar Deurne. Op 20 mei 1925 startte hij te Deurne een fabriek voor religieuze beelden, waaronder heiligenbeelden. Hij deed dat in maatschap met Matheas J.W.J. Ahout. Ahout werd geboren op 31 december 1891 te Amsterdam, en woonde destijds aan de Stationstraat B15 te Deurne.
De fabriek werd gevestigd op het adres Stationstraat A 47, de huidige Stationslaan. In 1927 had hij 7 of 8 werknemers in dienst. Op 13 augustus 1934 trad Ahout uit, waarna Cerfontaine de zaak alleen voerde. Cerfontaine maakte als enige in Nederland op grote schaal afgietsels van kunstobjecten uit het Nederrijns cultuurgebied. Hij restaureerde ook beelden, en beschilderde of polychromeerde ze. In 1942 stopte de fabriek, nadat Cerfontaine als militair naar Duitsland was vertrokken. In 1947 werd de fabriek officieel uitgeschreven bij de Kamer van Koophandel.

## Begin van een industrie
De beeldenfabricage door Cerfontaine zorgde voor een groei van deze sector in de regio. In 1938 startte Cerfontaine's polychromeur Heinrich Holtappels (1906-1979), eveneens afkomstig uit Kevelaer, zijn fabriek voor gipsen beelden aan de Helmondseweg in Deurne, die tot in de jaren zestig zou bestaan.
Een andere oud-werknemer, Joachim (Jochem) Aarts (1912-1999), startte in 1939 zijn beeldenfabriek aan de Sint-Jozefstraat in de Sint-Jozefparochie. De fabriek bestond tot ver in de 20e eeuw. Aarts gebruikte de mallen uit de fabriek van Cerfontaine.

## Huwelijk en kinderen
Cerfontaine was driemaal gehuwd. Hij trouwde op 18 mei 1920 met Johanna Maria Peters. Zij overleed op 22 oktober 1922. Uit zijn eerste huwelijk werd in 1921 een dochter geboren, terwijl uit zijn tweede huwelijk, met de in Wehl (Gelderland) geboren Christina Adriana van Hout (1892-1938), tussen 1924 en 1930 nog vier kinderen geboren werden. De oudste zoon uit dat tweede huwelijk, Maximiliaan Petrus Johanna Maria Cerfontaine (* 1924), sneuvelde zeer waarschijnlijk in de Tweede Wereldoorlog. Max Cerfontaine wordt vermist sinds 27 juli 1943 in Vetrovskyi (Rusland) en werd in 1963 officieel dood verklaard. Zijn derde echtgenote, Anna Elisabeth Swiggers (* 1917), kreeg bovendien een onwettige zoon, kort voor ze in 1939 met Cerfontaine trouwde. Samen kregen Heinrich Cerfontaine en Lisa Swiggers nog een dochter.
Cerfontaine was de oudoom van Eric Swiggers. Nazaten van Cerfontaine wonen in Viersen en in de omgeving van Stuttgart (Rottenburg en Ammerbuch).

## Militaire carrière
Voor en tijdens de Eerste Wereldoorlog werd Cerfontaine van 15 oktober 1913 tot 9 februari 1915 ingedeeld bij de 3. Batterie Feld Regiment 84 waarna hij op 30 mei 1916 werd bevorderd tot Obergefreiter. Daarna werd hij van 30 mei 1916 tot 30 juni 1916 werd ingedeeld bij de 3. Batterie Feld Artillerie Regiment 84. Op 29 april 1917 werd hij bevorderd tot Unteroffizier en werd overgeplaatst naar de Leichte Kolonne 944 waarna hij op 11 januari 1918 tot 31 januari 1918 werd ingedeeld bij het I. Feld Regiment 71.
Tijdens de Tweede Wereldoorlog is Cerfontaine, toen ingedeeld bij de Ortskommandantur (III) 879, in 1944 naar Viersen in Duitsland vertrokken. De bedoeling was om na een kort verblijf weer terug naar Deurne te gaan, aangenomen werd dat Cerfontaine als militair naar Duitsland was vertrokken. In 1947 werd de fabriek officieel uitgeschreven bij de Kamer van Koophandel.